# 國柱命神社
國柱命神社（くにはしらみことじんじゃ、国柱命神社）は、静岡県賀茂郡松崎町岩科南側（いわしななんそく）にある神社。

## 概要
松崎町の南東、岩科地区を横断する岩科川の南側、岩科南側（なんそく）地区の中央の北西の山麓に鎮座している。
創建は不詳だが、同名の式内社である国柱命神社（くにのみはしらのみことじんじゃ）に比定され、『伊豆国神階帳』にも「従四位上 国原姫の明神」と記されている古社である。
明治6年（1873年）に村社に列する。
江戸時代以前には「岩科の宮」「神明宮」と称したが、明治18年（1885年）に復称した。

## 祭神
- 国柱姫命

## 境内
- クスノキ - 町指定天然記念物。